# Парфёнов, Пётр Павлович
Пётр Павлович Парфенов (1901, слобода Пушкарная, Курская губерния — 1973, Москва?) — советский хозяйственный деятель, директор Харьковского и Алтайского тракторного заводов. Кандидат в члены ЦК КП(б)У в мае 1940 — январе 1949 г. Депутат Верховного Совета СССР 2-го созыва.

## Биография
Родился в семье железнодорожника. Окончил городское училище и единую трудовую школу (бывшую эвакуированную Слуцкую гимназию) в Белгороде. В 1920—1923 годах — студент Харьковского технологического института.
В 1923—1925 годы работал на Харьковском паровозостроительном заводе техником-конструктором, конструктором. В 1925—1926 годах служил в Красной армии, командир взвода связи.
В 1926—1939 годы продолжал работать на Харьковском паровозостроительном заводе:
- механик, заместитель начальника кузнечного цеха,
- с 1930 — начальник кузнечного отдела,
- с 1937 — заместитель директора, главный инженер;
- с марта 1938 по октябрь 1939 — директор завода[2].

В 1941 году вступил в ВКП(б).
С 23 октября 1939 по 1942 год — директор Харьковского тракторного завода имени Серго Орджоникидзе. С началом время Великой Отечественной войны занимался эвакуацией завода в Алтайский край.
В январе 1942 — августе 1946 года — первый директор Алтайского тракторного завода (г. Рубцовск Алтайского края).
Начальник Главтракторопрома (1946—1948).
С 22 августа 1946 года — заместитель министра сельскохозяйственного машиностроения СССР, затем — заведующий сектором Государственного комитета по труда и заработной платы СССР.

## Награды
- орден Трудового Красного Знамени (26.3.1935)
- 2 ордена Ленина (1944) (1948)
- Сталинская премия II ст. (1950)